# 普兰店开发区站
普兰店开发区站是大连地铁13号线的地铁站，位于中华人民共和国辽宁省大连市普兰店区沿河路西侧，于2021年12月28日开通。

## 车站结构
普兰店开发区站平行于沿河路南北设置，为地上二层侧式站台车站，车站地面为站厅层，地上二层为站台层，站台设置半高站台门。车站南侧设有一条单渡线。
| 地上二层          | 站台         | \| 側式 · 開右邊车门 \| \| \| \| \| \| █ 13号线往普兰店振兴街（終點站） \| \| \| \| █ 13号线往开发区（海湾高中） \| \| 側式 · 開右邊车门 \| \| \| |
| 地面              | 出入口及站厅 | A、B出入口、客服中心、自动售票机、验票机 |
| 側式 · 開右邊车门 |              | |
|                   |              | █ 13号线往普兰店振兴街（終點站） |
|                   |              | █ 13号线往开发区（海湾高中） |
| 側式 · 開右邊车门 |              | |

## 车站出口
普兰店开发区站共设2个出口，各出口及周围设施如下所示：
| 出口编号            | 照片 | 出口指示 | 建议前往的目的地                                                           |
| ------------------- | ---- | -------- | -------------------------------------------------------------------------- |
| A · 出口 · （设有） |      | 沿河街   | 普兰店区第三十四中学，金海湾小区，中央悦府小区                             |
| B · 出口 · （设有） |      | 海口路   | 鞍子河，大连东信大型轴承滚子有限公司，大连昌丰重工集团，普兰店水务有限公司 |
| 图例： 设有         |      |          |                                                                            |

## 接驳交通

### 公交车
- 沿河路：普兰店101路、普兰店101路偏坡屯

## 车站历史
车站建设时期工程名为三十四中站，开通前确定以普兰店开发区站作为车站正式名称。
- 2021年12月28日，车站随13号线一期通车开通[1]。